# Candelaria de los Patos
La Candelaria de los Patos o Macuitlapilco es un barrio histórico que se encuentra al este del Centro Histórico de la Ciudad de México, en la alcaldía Venustiano Carranza. Sus construcciones civiles se destruyeron casi en su totalidad en la década de 1960, y solo subsisten sus dos capillas, consideradas monumentos históricos. Desde su fundación ha sido considerada un área marginada y con alto deterioro social.

## Ubicación
El barrio histórico de la Candelaria de los Patos actualmente forma parte de una colonia  de la ciudad que, en la nomenclatura oficial, aparece como Unidad Candelaria de los Patos, de la alcaldía Venustiano Carranza.

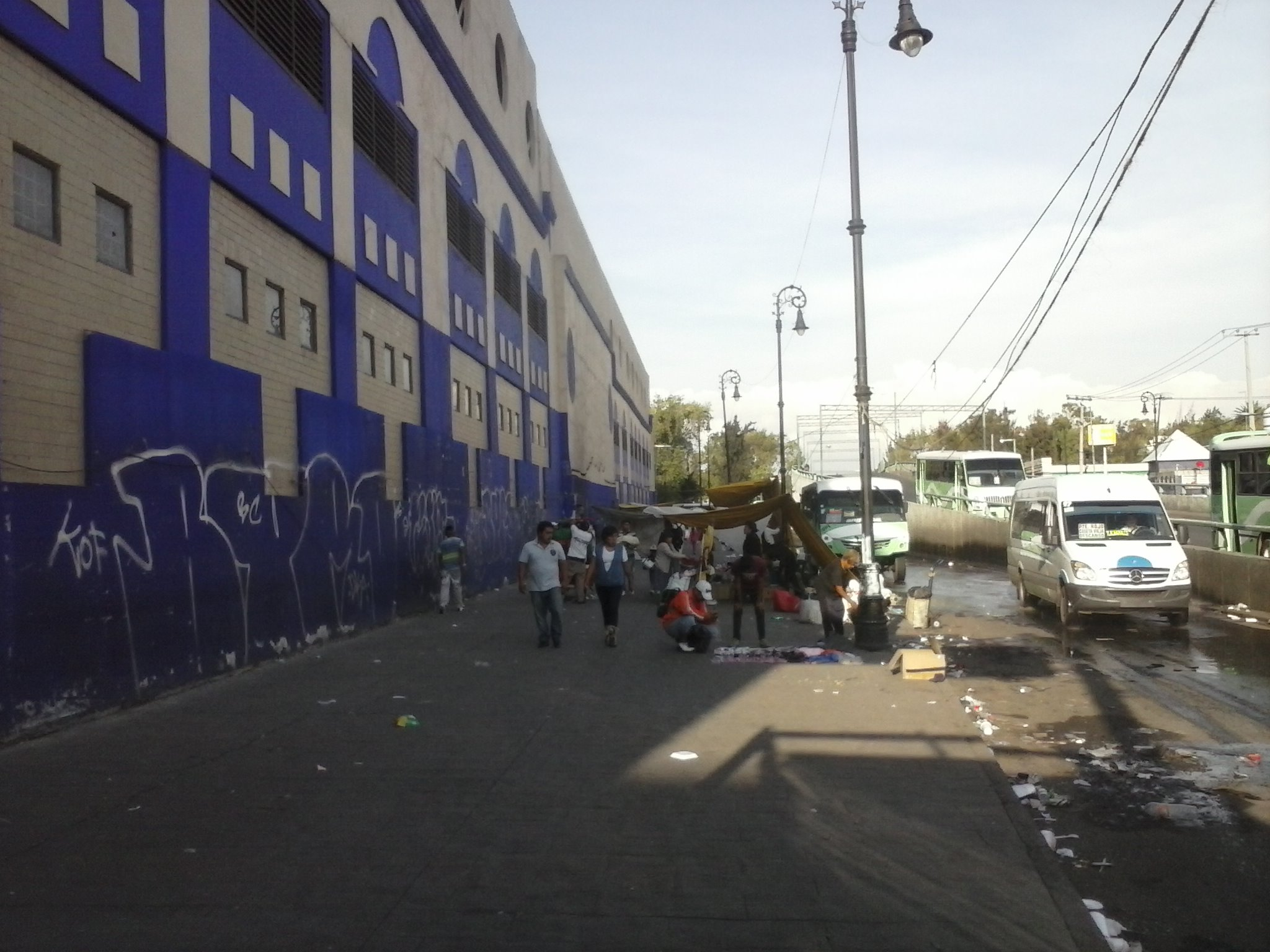
Calle del barrio junto al Archivo General de Notarías

## Historia
Durante el periodo prehispánico y principios del periodo colonial, la zona donde se asienta el barrio fue considerada un lugar difícil e insalubre para habitar, ya que era una isleta rodeada de agua. Por lo que al establecerse la Ciudad de México, quedó fuera de la traza española, siendo una de las zonas limítrofes de la ciudad al oriente, justo al sur de la garita de san Lázaro. 
La zona era insalubre y propensa a las epidemias por lo que durante el periodo colonial siempre fue un barrio poco poblado, en la administración civil estaba sujeto al ayuntamiento de San Juan Tenochtitlan, mientras que en lo eclesiástico dependía de a la parroquia de San Pablo y después de la reforma parroquial que realizó en 1771 el  arzobispo Lorenzana y que dividió a la ciudad en 13 parroquias, dependió de la Parroquia de la Santa Cruz y la Soledad
Conforme la ciudad crecía y el lago de Texcoco se secaba paulatinamente, quedaron como vestigios en el lugar donde se asentó el barrio dos  acequias y varias ciénegas a donde llegaban bandadas de patos silvestres en otoño e invierno, por lo que el lugar se popularizó como una zona de caza de estos animales. Asimismo, los habitantes del barrio vendían los patos a personas que los cocinaban y los vendían por las noches acompañados de tortillas con chile en la zona oriente de la ciudad. Al respecto de este comercio tradicional, el cronista José María Marroqui menciona:

"Mujeres eran las que se dedicaban a este tráfico nocturno, entraban a la ciudad a eso de las 7 de la noche , voceando su mercancía con un grito especial por todos conocido. Casi siempre vendidos los patos que cada una traía , se retiraban a su casa al toque de queda; más no sola cada una, sino reunidas todas en el lugar previamente fijado, para evitar asaltos, que padecieron a veces y para mayor seguridad solían venir a su encuentro algunos hombres de sus deudos

El mismo Marroqui reporta que a finales del siglo XIX el comercio de patos en la Candelaria ha concluido y que las pateras se han trasladado al barrio de la Resurrección Tultenco.
Durante Epidemia de matlazáhuatl de 1737 los cementerios y templos de la ciudad se saturaron y fue necesario habilitar cementerios para hacer frente a la emergencia. Por su ubicación alejada de la ciudad, se destinaron los alrededores de la Iglesia de la Candelaria como cementerio para sepultar a  los que morían a causa de la enfermedad
En 1869 Ignacio Manuel Altamirano visitó el barrio, y realizó un crónica titulada Una vista a la Candelaria de los Patos que fue publicada en la revista el Renacimiento en la cual narra detalladamente el hacinamiento y miseria que se vivía en la Candelaria de mediados del siglo XIX:

Desde que se atraviesa el puente de la Soledad de Santa Cruz y se pierde uno en aquel laberinto de callejuelas sucias e infectas, todo anuncia que se ha entrado en la región de la fiebre y del hambre, las grandes casas de vecindad son antiguas y destartaladas: en sus numerosas, estrechas y oscuras viviendas, yacen hacinadas generaciones enteras de miserables, Las calles no solo son desaseadas sino inmundas, la atmósfera es asfixiante, los grandes hoyancos que hay en aquellos empedrados del tiempo de los virreyes están llenos de una agua cenagosa y negra que exhala miasmas mortíferos

Hay allí cerca, entre los basureros y la inmundicia, pequeños prados en que crecen los insustanciales quelites con exuberancia. Estos quelites cocidos con agua simple forman, con algunas tortillas, el alimento diario de estas tribus hambrientas.

En 1963, el regente de la Ciudad, Ernesto P. Uruchurtu realizó una visita a la Candelaria de los patos, en la cual ordenó el cierre de pulquerías y anunció la desaparición del viejo barrio para sustituirlo por edificios de departamentos. La destrucción comenzó en 1966 y todas las antiguas vecindades del barrio fueron demolidas.

## Sitios de interés
| Nombre                            | Imagen                        | Descripción |
| --------------------------------- | ----------------------------- | --- |
| Iglesia de la Candelaria          |                               | Ubicada en la calle San Ciprián 26. Su nombre oficial es iglesia de la purificación de nuestra señora. Data de principios del siglo XVII |
| Capilla de San Jeronimito         |                               | Ubicada en la calle Juan de la Granja número 54. Data del siglo XVI, se dedicó originalmente a San Francisco, pero al estar ubicada antiguamente junto a un puente dedicado a San Jerónimo, los vecinos terminaron refiriéndose a ella como San Jeronimito y conservó ese nombre. Esta cubierta con un alfarje que fue reconstruido en 1979.                                                                            |
| Antigua garita de San Lázaro      |                               | Fue construida a finales del siglo XVII con el fin de controlar las mercancías que accedían a la ciudad por el oriente. A principios del siglo XX fue integrada a la red de ferrocarriles como oficina de telégrafos y fue propiedad de Ferrovalle y está catalogada como monumento histórico por el INAH desde 1931. En 2023 fue rehabilitada para funcionar como sede del archivo histórico de la cámara de diputados |
| Mercado San Ciprián               |                               | Uno de los pocos mercados construidos en la ciudad desde 1965. Fue edificado en 1990 por la firma Sánchez arquitectos y asociados, y fue uno de los primeros edificios públicos con grandes estructuras de metal y techos de cristal |
| Estación Candelaria               |                               | Estación de la Línea 1 del Metro de la Ciudad de México Fue construida en 1969 por el arquitecto español Felix Candela, quien hizo uso de paraboloides para techar la estructura. Esta técnica de construcción se convirtió en el sello de este arquitecto, quien la dominó y perfeccionó ampliamente a lo largo de su carrera.                                                                                         |
| Corredor de la nación             |                               | Este proyecto consiste en la recuperación y semipeatonalización de la calle Corregidora en los tramos que cruzan el Centro histórico de la Ciudad de México, el barrio de la Merced y el barrio de la Candelaria de los patos formando un corredor de un kilómetro y medio de extensión, con el fin de unir el palacio nacional y la suprema corte con el palacio legislativo. Fue construido de 2016 a 2017            |
| Palacio Legislativo de San Lázaro |                               | Es el edificio sede principal del Congreso del gobierno de México, siendo sede oficial permanente de la Cámara de Diputados de México, y también sede del Congreso General o Congreso de la Unión cuando realiza sesiones conjuntas con el Senado. Fue inaugurado el 1 de septiembre de 1981. |
| Otros lugares de interés          | - Archivo general de notarías | |

## Festividades
La principal festividad del barrio es la Fiesta de la Candelaria que se lleva a cabo el 2 de febrero. Ese día personas de toda la ciudad acuden a la iglesia de la candelaria para bendecir imágenes que representan al niño dios. 
Esta festividad se ha extendido hasta el cercano barrio de la Merced, donde se lleva a cabo la romería del niño dios la cual consiste en que durante los meses de diciembre y enero, se monta un tianguis en la plaza Alonso García Bravo y sus calles aledañas, donde se pueden comprar, vestir o restaurar imágenes de bulto que representan al niño Jesús, así como diversos puestos de comida y bebida.

## Residentes célebres
- Héctor García Cobo (1923 -2012) Notable periodista gráfico, tres veces ganador del Premio Nacional de Periodismo en tres décadas diferentes[13]